# Delray Beach Challenger 1997
Il Delray Beach Challenger 1997 è stato un torneo di tennis facente parte della categoria ATP Challenger Series nell'ambito dell'ATP Challenger Series 1997. Il torneo si è giocato a Delray Beach negli Stati Uniti dal 22 al 28 settembre 1997 su campi in cemento.

## Vincitori

### Singolare
Todd Martin ha battuto in finale  Eyal Ran con il punteggio di 6–2, 6–0

### Doppio
Michael Sell /  Kevin Ullyett hanno battuto in finale  Oren Motevassel /  Daniele Musa con il punteggio di 6–3, 6–3